# Doughertygambiet
Het Doughertygambiet is in de opening van een schaakpartij een variant van de Van Geetopening. Deze valt onder de flankspelen en heeft de ECO-code A00, de onregelmatige openingen.
De beginzetten zijn van het Doughertygambiet zijn:
1. Pc3 d5
2. e4 dxe
3. f3.
Als zwart de f-pion slaat, 3. ...xf3, neemt wit terug met 4. Pxf3, waarna wit voorstaat in ontwikkeling, ten koste een pion.